# Korps-Abteilung

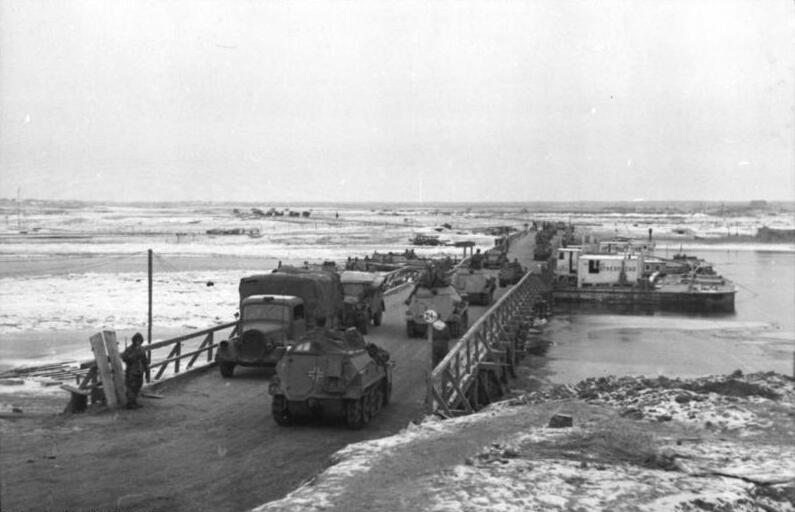
Véhicules allemands passant un pont en Russie.

Un Korps-Abteilung (en français : Détachement de corps) était une formation d'infanterie de la taille d'une division de l'Armée de terre (Heer) de la  Wehrmacht pendant la Seconde Guerre mondiale.

## Historique
Au cours de l'automne et l'été 1943, la Wehrmacht subit de lourdes pertes en hommes et en matériel dans les combats contre l'Armée rouge sur le front de l'Est. Dans le même temps, elle a dû procéder à une accumulation de force militaire en France, afin de lutter contre une invasion prévisible, et de renforcer le théâtre italien, où les Alliés avaient franchi le Détroit de Messine et a débarqué sur le continent italien à Salerne et Termoli en septembre 1943. 
Afin de préserver les cadres et la lignée des divisions qui avaient subi de lourdes pertes, de faire des économies sur l'offre et l'effort de soutien, et probablement de donner une image de plus grande force que réellement existante, l'OKH décide de former des Korps-Abteilungen (détachements de Corps) par la mise en place de divisions d'infanterie, contenant trois régiments d'infanterie avec deux bataillons chacun, un régiment d'artillerie, et des troupes divisionnaires (reconnaissance, anti-char, pionnier, médicale, et des bataillons d'approvisionnement). L'état-major d'un Korps-Abteilung était créé à partir d'une des divisions qui a été utilisées pour les créer, tandis que chacun des régiments d'infanterie représenté par une division. Ils ont été appelés Divisions-Gruppe (Groupe divisionnaire), et chacun des bataillons dans l'un des Divisions-Abteilung a été appelé un Regiments-Gruppe (Groupe régimentaire).
 
Contrairement aux divisions d'infanterie allemandes, les Korps-Abteilungen n'étaient pas numérotés, mais identifiés par une lettre.
Les Korps-Abteilungen ont été créés en trois vagues, la première et la plus importante avec cinq Korps-Abteilungen (A à F) le 2 novembre 1943 dans les groupes d'armée (Heeresgruppe) Süd, Mitte et A , une seconde avec le Korps-Abteilung F en mars 1944 dans le Heeresgruppe A, et la troisième avec les Korps-Abteilungen G et H à la fin-juillet, début-août 1944, après les pertes subies par la Wehrmacht au cours de l'opération Bagration lancée par les soviétiques.

Quand il devint clair à l'automne 1944 que les différentes divisions sur lesquels les Korps-Abteilungen avaient été construites ne seront jamais reforméés en raison d'un manque de personnel, les Korps-Abteilungen ont été rebaptisés Infanterie-Divisionen, et la plupart d'entre eux ont reçu la désignation numérique de la division qui avait fourni l'état-major au moment de la formation du Korps-Abteilung.

## Liste des Korps-Abteilungen et leurs zones d'opération

### Formé par l'Heeresgruppe Südle 2 novembre 1943
- Korps-Abteilung A : l'état-major de commandement provient de la 161. Infanterie-Division et ses Divisions-Gruppen des 161., 293. et 355. Infanterie-Division). Il est renommé 161. Infanterie-Division le 27 juillet 1944.
- Korps-Abteilung B : l'état-major de commandement provient de la 112. Division-Infanterie et ses Divisions-Gruppen des 112., 255. et 332. Infanterie-Division. Il est détruit dans la poche de Korsun en mars 1944, les survivants sont transférés dans les 88. et 57. Infanterie-Division.
- Korps-Abteilung C : l'état-major de commandement provient de la 183. Infanterie-Division, et ses Divisions-Gruppen des 183., 217. et 339. Infanterie-Division. En grande partie détruite dans la poche de Brody en juillet 1944, il est reformé en 183. Infanterie-Division.

### Formé par l'Heeresgruppe Mittele 2 novembre 1943
- Korps-Abteilung D : l'état-major de commandement provient de la 56. Infanterie-Division, et ses Divisions-Gruppen des 56. et 262. Infanterie-Division. Il est détruit en grande partie au cours de l'Opération Bagration en juin 1944. Il est reformé en juillet 1944 et est renommé 56. Infanterie-Division en septembre 1944
- Korps-Abteilung E : l'état-major de commandement provient de la 251. Infanterie-Division, et ses Divisions-Gruppen des 86., 137. et 251. Infanterie-Division. Il est renommé 251. Infanterie-Division le 16 octobre 1944.

### Formé par l'Heeresgruppe Ale 13 mars 1944
- Korps-Abteilung F : l'état-major de commandement provient de la 62. Infanterie-Division et ses Divisions-Gruppen des 38., 62., et 123. Infanterie-Division. Il est renommé 62. Infanterie-Division le 20 juillet 1944.

### Formé par l'Heeresgruppe Mitteen juillet/août 1944
- Korps-Abteilung G : l'état-major de commandement provient de la 299. Infanterie-Division et ses Divisions-Gruppen des 260., 299. et 337. Infanterie-Division. Il est renommé 299. Infanterie-Division le 14 septembre 1944.
- Korps-Abteilung H : l'état-major de commandement provient de la 197. Infanterie-Division et ses Divisions-Gruppen des 95., 197. et 256. Infanterie-Division. Il est renommé 95. Infanterie-Division le 10 septembre 1944.

## Sources
- (de) Korps-Abteilungen sur Lexikon der Wehrmacht